# Josephus Smits van Oyen
Josephus Smits van Oyen (Eindhoven, 19 maart 1786 - Landgoed Soeterbeek, Nuenen, 5 juli 1845) is een voormalig wethouder van Eindhoven. Smits werd geboren als zoon van burgemeester Johannes Theodorus Smits en Veronica Cornelia Janssen. 
Smits was firmant van zijn vaders bedrijf, J.Th. Smits & Zonen, leverancier van katoenen en wollen lakenstoffen. Hij ging in 1810 naar Verviers om het vak te leren en liet in 1820 een 4 pk stoommachine uit Luik in "De Bouw" te Eindhoven installeren.
In 1836 kocht hij in het openbaar te 's-Hertogenbosch de heerlijkheid Oijen met het kasteel (dat hij liet afbreken omdat het te duur zou zijn in het onderhoud) , waarop hij van Oyen aan zijn naam toevoegde. Hij kocht ook het voormalig klooster Soeterbeek in Nederwetten bij Nuenen. De dubbele naam Smits van Oyen werd pas in 1909 officieel erkend en kreeg het adellijke predicaat jonkheer nadat de adellijke familie Smits van Eckart in dat jaar was uitgestorven.
Hij werd in januari 1841 benoemd tot wethouder van Eindhoven, doch kreeg op 19 april 1844 op eigen verzoek eervol ontslag, waarschijnlijk in verband met zijn gezondheidstoestand. Hij is ook lid der Provinciale Staten van Noord-Brabant geweest.
Te Soeterbeek bouwde hij, op het landgoed dat ooit aan een klooster toebehoorde, een zomerhuis.
Hij trouwde te Haarlem op 27 juli 1820 met Aldegondis Margaretha Bruynen, dochter van Dr. Petrus Bruynen en Maria Stam, geboren te Zaandam op 15 november 1795, overleden in Eindhoven op 28 februari 1865. 
Zij kregen 8 kinderen.
- Zijn zoon Johannes Theodorus Smits van Oyen en kleinzoon Josephus Theodorus Maria Smits van Oyen werden burgemeester van Eindhoven.